# North American Soccer League 1977
Quello del 1977 fu il 10º campionato calcistico della NASL, giunta ormai alla sua maturità: 18 delle 20 squadre presenti nel 1976 si ripresentarono ai nastri di partenza della stagione successiva. Boston e Philadelphia avevano abbandonato la Lega, e alcune squadre avevano cambiato città: i Miami Toros si erano trasferiti ed erano divenuti i Fort Lauderdale Strikers, i San Diego Jaws erano divenuti i Las Vegas Quicksilvers e soprattutto i San Antonio Thunder, divenuti Team Hawaii, club di casa a Honolulu, primo e unico caso di squadra non continentale nella NASL. A margine, i New York Cosmos abbreviarono il loro nome semplicemente in Cosmos. I Bicentennials avevano preso il nome del loro Stato, ed erano divenuti i Connecticut Bicentennials.
Per la prima volta il titolo finale andò a una squadra già campione in passato, proprio ai Cosmos, che misero in bacheca il secondo dei loro cinque titoli NASL.

## Formula
Come per la stagione precedente, le squadre vennero divise per Conference, atlantica e pacifica e, all'interno di queste, in ulteriori divisioni, rispettivamente settentrionale e orientale, e meridionale e occidentale. Vennero istituiti i seguenti titoli intermedi:
- Division Championship (avente valore di quarto di finale per il titolo NASL): designava il campione divisionale. Da disputarsi tra la prima classificata di ogni divisione e la vincente di uno spareggio tra la seconda e la terza della rispettiva divisione.
- Conference Championship (semifinale per il titolo): designava il campione della conference. Da disputarsi tra i vincitori delle divisioni appartenenti alla stessa conference.
- Soccer Bowl (finale per il titolo). Da disputarsi contro le due campioni di conference.

Tutti gli incontri di spareggio erano da disputarsi in gara unica in casa della squadra meglio piazzata nella regular season. Quelli di Division e di Conference championship in doppia gara di andata e ritorno. La finale era prevista in gara unica in campo neutro a Portland (OR).

## Punteggio
- 6 punti per la vittoria;
- 0 punti per la sconfitta;
- 1 punto supplementare per ogni goal segnato durante un incontro, fino a un massimo di 3

## Squadre partecipanti
Atlantic Conference
- Northern Division: Chicago Sting, Connecticut Bicentennials, Rochester Lancers, St. Louis Stars, Toronto Metros-Croatia
- Eastern Division: Cosmos, Ft. Lauderdale Strikers, Tampa Bay Rowdies, Washington Diplomats

Pacific Conference
- Western Division: Minnesota Kicks, Portland Timbers, Seattle Sounders, Vancouver Whitecaps
- Southern Division: Dallas Tornado, Team Hawaii, Las Vegas Quicksilver, Los Angeles Aztecs, San Jose Earthquakes

## Classifiche

### Regular Season

#### Atlantic Conference

##### Northern Division
|  | Squadra     | V  | P  | GF | GS | PT  |
|  | ----------- | -- | -- | -- | -- | --- |
|  | Toronto     | 13 | 13 | 42 | 38 | 115 |
|  | St. Louis   | 12 | 14 | 33 | 35 | 104 |
|  | Rochester   | 11 | 15 | 34 | 41 | 99  |
|  | Chicago     | 10 | 16 | 31 | 43 | 88  |
|  | Connecticut | 7  | 19 | 34 | 65 | 72  |

##### Eastern Division
|  | Squadra              | V  | P  | GF | GS | PT  |
|  | -------------------- | -- | -- | -- | -- | --- |
|  | Ft. Lauderdale       | 19 | 7  | 49 | 29 | 161 |
|  | Cosmos               | 15 | 11 | 60 | 39 | 140 |
|  | Tampa Bay            | 14 | 12 | 55 | 45 | 131 |
|  | Washington Diplomats | 10 | 16 | 32 | 49 | 92  |

#### Pacific Conference

##### Western Division
|  | Squadra   | V  | P  | GF | GS | PT  |
|  | --------- | -- | -- | -- | -- | --- |
|  | Minnesota | 16 | 10 | 44 | 36 | 137 |
|  | Vancouver | 14 | 12 | 43 | 36 | 124 |
|  | Seattle   | 14 | 12 | 43 | 34 | 123 |
|  | Portland  | 10 | 16 | 39 | 42 | 98  |

##### Southern Division
|  | Squadra     | V  | P  | GF | GS | PT  |
|  | ----------- | -- | -- | -- | -- | --- |
|  | Dallas      | 18 | 8  | 56 | 37 | 161 |
|  | San Jose    | 14 | 12 | 37 | 44 | 119 |
|  | Los Angeles | 14 | 12 | 37 | 44 | 119 |
|  | Hawaii      | 11 | 15 | 45 | 59 | 106 |
|  | Las Vegas   | 11 | 15 | 38 | 44 | 103 |

### Turni di spareggio
| 10 agosto 1977 | Los Angeles Aztecs | 2 – 1 | San Jose Earthquakes | Los Angeles, Memorial Coliseum |
| 10 agosto 1977 |                    |       |                      | Los Angeles, Memorial Coliseum |

| 10 agosto 1977 | Cosmos | 3 – 0 | Tampa Bay Rowdies | New York, Yankee Stadium |
| 10 agosto 1977 |        |       |                   | New York, Yankee Stadium |

| 10 agosto 1977 | St. Louis Stars | 0 – 1 | Rochester Lancers | St. Louis, Busch Memorial |
| 10 agosto 1977 |                 |       |                   | St. Louis, Busch Memorial |

| 10 agosto 1977 | Vancouver Whitecaps | 0 – 2 | Seattle Sounders | Burnaby (BC), Swangard Stadium |
| 10 agosto 1977 |                     |       |                  | Burnaby (BC), Swangard Stadium |

### Quarti di finale (Division Championship)
|                    |   |                         | And.  | Rit.  |                     |
| New York Cosmos    | - | Ft. Lauderdale Strikers | 8 - 3 | 3 - 2 | 14 e 17 agosto 1977 |
| Los Angeles Aztecs | - | Dallas Tornado          | 3 - 1 | 5 - 1 | 14 e 17 agosto 1977 |
| Minnesota Kicks    | - | Seattle Sounders        | 1 - 2 | 0 - 1 | 14 e 17 agosto 1977 |
| Rochester Lancers  | - | Toronto Metros-Croatia  | 1 - 0 | 1 - 0 | 13 e 16 agosto 1977 |

### Semifinali (Conference Championship)
|                    |   |                  | And.  | Rit.  |                     |
| Los Angeles Aztecs | - | Seattle Sounders | 1 - 3 | 0 - 1 | 21 e 25 agosto 1977 |
| Rochester Lancers  | - | Cosmos           | 1 - 2 | 1 - 4 | 21 e 25 agosto 1977 |

### Finale (Soccer Bowl '77)
| 28 agosto 1977 | Cosmos | 2 – 1 | Seattle Sounders | Portland (OR), PGE Park |
| 28 agosto 1977 |        |       |                  | Portland (OR), PGE Park |